# 리타 말리
리타 말리(Rita Marley, 1946년 7월 25일 ~ )는 자메이카의 레게 가수이다. 레게의 전설로 불리는 밥 말리의 아내이기도 하다.